# Lina Stern
Lina Solomónovna Stern (Liepāja; 26 de agosto de 1878 - Moscú; 7 de marzo de 1968) fue una científica de origen ruso-soviético, especializada en medicina, y particularmente en fisiología y bioquímica. En 1918, ella fue la primera mujer en recibir el título de profesora en la Universidad de Ginebra.

## Vida y carrera
Nacida en Libau Letonia) en una familia judía. En 1925, comenzó a dar clases como profesora en el Instituto Pirogov de Medicina de Moscú.
Desde 1929 a 1948, Stern fue directora del Instituto de Fisiología de la Academia de Ciencias de la URSS. Stern y su equipo trabajaron  en estudios sobre la longevidad y el sueño. Bajo su liderazgo se llevaron a cabo trabajos que mejoraron notablemente las prácticas clínicas y salvaron miles de vidas en la Segunda Guerra Mundial. En 1939, fue la primera mujer miembro de la Academia. En 1943, ganó el Premio Stalin.

## Investigación sobre el cerebro
Stern estudió las barreras de vesículas y capilares en el cerebro. Estas barreras impiden que muchas sustancias de la sangre penetren al cerebro pero dejan paso libre al oxígeno y dióxido de carbono. Stern demostró la existencia de estas barreras junto a su colega Raymond Gautier.

## Activismo y persecución
Como miembro del Comité Judío Antifascista (JAC), Stern fue la única superviviente de la Noche de los Poetas Asesinados cuando en 1949 la URSS detuvo y condenó a muerte a 15 de sus miembros. Su sentencia de muerte fue conmutada por la cárcel y un exilio de cinco años en Zhambyl, RSS de Kazajistán.

## Rehabilitación
Tras la muerte de Iósif Stalin, finalmente fue liberada y pudo volver a Moscú. Ella habló de cómo la Revolución Bolchevique tuvo también un carácter antisemita.

## Lectura
- Stalin's Secret Pogrom: The Postwar Inquisition of the Jewish Anti-Fascist Committee by Joshua Rubenstein. ISBN 0-300-08486-2